# میلتون وینانتس
میلتون وینانتس (انگلیسی: Milton Wynants؛ زادهٔ ۲۹ مارس ۱۹۷۲) دوچرخه‌سوار اهل اروگوئه است.
وی در مسابقات کشوری و بین‌المللی در مجموع برندهٔ ۲ مدال طلا، ۲ مدال نقره، ۲ مدال برنز شده‌است.